# Météorite d'Alais
«  Alais (météorite) » redirige ici. Pour les autres significations, voir Alais.
La météorite d'Alais, ou simplement Alais, est la première météorite de type chondrite carbonée identifiée. Elle est tombée en 1806 près d'Alès, en plusieurs fragments d'une masse totale de 6 kg, dont seulement 0,26 kg a été conservé jusqu'à aujourd'hui. La météorite contient un certain nombre d'éléments chimiques dans des proportions similaires au Système solaire dans son état primordial. Elle contient également des composés organiques et de l'eau. Elle s'est avérée être l'une des météorites les plus importantes découvertes en France.

## Histoire
Le 15 mars 1806 à 17 h, deux détonations se font entendre près d'Alès dans le Gard (France). Peu de temps après, deux pierres noires et légères sont découvertes sur le territoire des communes de Saint-Étienne-de-l'Olm et Valence, pesant respectivement 4  et   2 kg. Les fragments ont été collectés par des personnes qui ont observé l'impact et les ont remis à deux scientifiques locaux. La météorite a été analysée par Louis Jacques Thénard, qui a publié en 1807 une étude montrant qu'elle avait une forte teneur en carbone. Il a été initialement mis en doute que les fragments étaient d'origine non terrestre car ils étaient trop différents des météorites alors connues, puis on s'est rendu compte qu'il s'agissait d'un nouveau type de météorite, rare.

## Description

### Aperçu
La météorite d'Alais est l'une des météorites les plus importantes de France. Elle est noire avec une texture friable et lâche, et une faible densité, inférieure à 1,7 g/cm3 . Initialement composée de fragments pesant au total 6 kg, elle a fait l'objet d'un examen scientifique approfondi et il n'en reste actuellement que 260 g. Un fragment de 39,3 g est détenu par le Muséum national d'histoire naturelle à Paris.

### Composition et classification
La météorite est l'une des cinq météorites connues appartenant au groupe des chondrites CI. Ce groupe est remarquable pour avoir une distribution élémentaire qui a la plus forte similitude avec celle de la nébuleuse solaire. À l'exception de certains éléments volatils, comme le carbone, l'hydrogène, l'oxygène, l'azote et les gaz rares, qui ne sont pas présents dans la météorite, les rapports des éléments sont très similaires. La météorite contient de la cubanite, de la dolomite, de la favorite, de la pyrrhotite et du zircon parmi d'autres minéraux.

## Controverse sur l'origine de la vie
La météorite a été au centre d'affirmations controversées sur une origine extraterrestre de la vie depuis la découverte de matière organique sur la météorite par Jöns Jacob Berzelius. Des composés organiques, des acides aminés et de l'eau ont été trouvés dans la météorite. Cependant, les études font la différence entre la matière organique et la matière biologique, cette dernière n'étant pas présente.

## Noms alternatifs
La météorite est également connue sous le nom de Valence,.